# Berry (Familienname)
Berry ist ein Familienname.

## Namensträger

### A
- Adam Berry (* 1966), US-amerikanischer Komponist
- Adrian Berry, 4. Viscount Camrose (1937–2016), britischer Adliger, Journalist und Autor
- Albert Berry (Fallschirmspringer), US-amerikanischer Fallschirmspringer
- Albert E. Berry (1894–1984), kanadischer Ingenieur und Ökologe
- Albert R. Berry (* 1937), kanadischer Wirtschaftswissenschaftler
- Albert S. Berry (1836–1908), US-amerikanischer Politiker
- Amanda Berry (* 1986), US-amerikanisches Entführungsopfer, siehe Entführungen von Cleveland, Ohio
- Andrew Berry (Mediziner) (1764–1833), britischer Mediziner
- Andrew Berry (Biologe) (Andrew James Berry; * 1963), US-amerikanischer Entwicklungsbiologe und Wissenschaftshistoriker
- Andrew C. Berry (Andrew Campbell Berry; 1906–1998), US-amerikanischer Mathematiker
- Anthony Berry (1925–1984), britischer Politiker und Unterhausabgeordneter
- Arthur Berry (1888–1953), englischer Fußballspieler
- Austin Berry (* 1971), costa-ricanischer Fußballspieler

### B
- Bill Berry (Fußballspieler, 1884) (1884–1943), englischer Fußballspieler
- Bill Berry (Fußballspieler, 1904) (1904–1972), englischer Fußballspieler
- Bill Berry (Jazzmusiker) (William R. Berry; 1930–2002), US-amerikanischer Jazz-Trompeter
- Bill Berry (Rockmusiker) (William Thomas Berry; * 1958), US-amerikanischer Schlagzeuger
- Bill W. Berry (* 1928), US-amerikanischer  Badmintonspieler
- Bob Berry (Footballspieler) (Robert Chadwick Berry junior; 1942–2023), US-amerikanischer American-Football-Spieler
- Bob Berry (Eishockeyspieler) (Robert Victor Berry; * 1943), kanadischer Eishockeyspieler und -trainer
- Brian Berry (1934–2025), britisch-US-amerikanischer Geograph
- Bryan Berry (1930–1966), britischer Science-Fiction-Autor
- Burton Y. Berry (1901–1985), US-amerikanischer Diplomat und Kunstsammler

### C
- Cabell R. Berry (1848–1910), US-amerikanischer Politiker
- Campbell Polson Berry (1834–1901), US-amerikanischer Politiker
- Cathal Berry, irischer Politiker
- Christopher Berry, US-amerikanischer Schauspieler
- Chu Berry (Leon Berry, 1908–1941), US-amerikanischer Jazzsaxophonist
- Chuck Berry (1926–2017), US-amerikanischer Musiker
- Cleo Berry (* 1984), US-amerikanischer Schauspieler und Musicaldarsteller
- Clifford Berry (1918–1963), US-amerikanischer Computerpionier
- Colin Berry (1946–2025), britischer Radio-Discjockey und Radiomoderator
- Colin Berry (Mediziner) (* 1937), britischer Pathologe

### D
- Daniel Berry († 2013), australischer Fußballspieler
- Danielle Bunten Berry (1949–1998), US-amerikanische Programmiererin
- Dave Berry (* 1941), englischer Sänger
- David Berry (* 1984), australisch-kanadischer Schauspieler
- Doug Berry (* 1957), kanadischer Eishockeyspieler

### E
- Edward W. Berry (1875–1945), US-amerikanischer Paläobotaniker
- Ellis Yarnal Berry (1902–1999), US-amerikanischer Politiker
- Emily Berry (* 1981), britische Lyrikerin
- Emmett Berry (1915–1992), US-amerikanischer Jazz-Trompeter
- Emmitt Berry (* 1955), US-amerikanischer Hammerwerfer
- Eric Berry (* 1988), US-amerikanischer American-Football-Spieler

### F
- Franz Berry (* 1938), Schweizer Eishockeyspieler
- Frederick H. Berry (1927–2001), US-amerikanischer Biologe

### G
- George L. Berry (1882–1948), US-amerikanischer Politiker
- Gérard Berry (* 1948), französischer Informatiker
- Gertrud Berry (1870–1955), deutsche Schauspielerin
- Glen Berry (* 1978), britischer Schauspieler
- Glenn Berry (1904–1995), US-amerikanischer Turner
- Gwen Berry (* 1989), US-amerikanische Leichtathletin

### H
- Halle Berry (* 1966), US-amerikanische Schauspielerin
- Hannah Berry (* 1990), neuseeländische Triathleti
- Hans Berry (1906–1984), deutscher Jazz-Musiker
- Henry Berry (Ingenieur) (1719–1812), englischer Ingenieur
- Henry Berry (Rugbyspieler) (1883–1915), englischer Rugby-Union-Spieler
- Henry Vaughan Berry (1891–1979), britischer Bankmanager und Offizier
- Hiram Gregory Berry (1824–1863), US-amerikanischer Generalmajor

### I
- Ian Berry (* 1934), englischer Fotograf

### J
- Jake Berry (* 1978), britischer Politiker der Konservativen Partei
- James Berry (Schriftsteller, 1842) (1842–1914), irischer Schriftsteller
- James Berry (Fußballspieler) (1899–1987), englischer Fußballspieler
- James Berry (Schriftsteller, 1924) (1924–2017), jamaikanisch-britischer Schriftsteller und Dichter
- James E. Berry (1881–1966), US-amerikanischer Politiker
- James Henderson Berry (1841–1913), US-amerikanischer Politiker
- Jean Berry (1921–2022), belgischer Jazzgitarrist
- Jeffrey M. Berry (* 1948), US-amerikanischer Politikwissenschaftler
- Jennifer Berry (* 1983), US-amerikanisches Model
- Jim Berry (1932–2015), US-amerikanischer Comiczeichner
- Joe Berry (Baseballspieler, 1872) (1872–1961), US-amerikanischer Baseballspieler
- Joe Berry (Baseballspieler, 1894) (1894–1976), US-amerikanischer Baseballspieler und American-Football-Spieler
- Joe Berry (Baseballspieler, 1904) (1904–1958), US-amerikanischer Baseballspieler
- Joe Berry (Rugbyspieler) (* 1974), englischer Rugby-League-Spieler
- John Berry (Offizier) (1635–1689), britischer Marineoffizier
- John Berry (Politiker) (1833–1879), US-amerikanischer Politiker
- John Berry (Regisseur) (1917–1999), US-amerikanischer Filmregisseur
- John Berry (Musiker), US-amerikanischer Musiker und Musikinstrumentenbauer, Mitbegründer von Barcus-Berry
- John Berry (Diplomat) (* 1959), US-amerikanischer Diplomat
- John Berry (Sänger) (* 1959), US-amerikanischer Country-Sänger
- John Berry (Gitarrist) (1963–2016), US-amerikanischer Gitarrist der Beastie Boys
- John C. Berry (1847–1936), US-amerikanischer Mediziner
- John W. Berry (* 1939), kanadischer Psychologe und Migrationsforscher
- John C. Berry (1847–1936), US-amerikanischer Missionar
- Johnny Berry (1926–1994), englischer Fußballspieler
- Joos Berry (* 1990), Schweizer Freestyle-Skier
- Joseph Berry (Cricketspieler) (1829–1894), englischer Cricketspieler
- Joseph Flintoft Berry (1856–1931), US-amerikanischer Geistlicher und Bischof
- Joseph Gerald Berry (1902–1967), kanadischer Geistlicher, römisch-katholischer Erzbischof von Halifax
- Joséphine Berry (* 1992), französische Schauspielerin
- Josh Berry (* 1990), US-amerikanischer Rennfahrer
- Jules Berry (1883–1951), französischer Schauspieler

### K
- Kathleen Berry (* um 1909), englische Tischtennisspielerin
- Ken Berry (Schauspieler) (Kenneth Ronald Berry; 1933–2018), US-amerikanischer Schauspieler und Tänzer
- Ken Berry (Baseballspieler) (Allen Kent Berry; * 1941), US-amerikanischer Baseballspieler
- Ken Berry (Eishockeyspieler) (Kenneth Edward Berry; * 1960), kanadischer Eishockeyspieler
- Kenneth Berry (Matrose) (Kenneth Edward Jordan Berry; 1925–1992), britischer Matrose und Angehöriger des Britischen Freikorps
- Kenneth J. Berry, US-amerikanischer Sozialwissenschaftler
- Kevin Berry (1945–2006), australischer Schwimmer

### L
- Leonard G. Berry (1914–1982), kanadischer Mineraloge
- Lionel Berry, 2. Viscount Kemsley (1909–1999), britischer konservativer Politiker, Peer und Zeitungsredakteur

### M
- Maria von Berry (wohl 1367–1434), Herzogin von Auvergne, siehe Maria (Auvergne)
- Marilou Berry (* 1983), französische Schauspielerin
- Marion Berry (1942–2023), US-amerikanischer Politiker
- Martha Berry (1865–1942), US-amerikanische Pädagogin und Gründerin des Berry College
- Martin Berry (* 1977), australischer Automobilrennfahrer
- Mary Berry (Schriftstellerin) (1763–1852), britische Schriftstellerin und Herausgeberin
- Mary Berry (Dirigentin) (1917–2008), britische Dirigentin und Musikwissenschaftlerin
- Mary Berry (Köchin) (* 1935), britische Fernsehköchin und Autorin
- Mary Frances Berry (* 1938), US-amerikanische Juristin, Historikerin und Bürgerrechtlerin
- Matt Berry (Matthew Charles Berry, * 1974), britischer Schauspieler und Drehbuchautor
- Micah Berry (* 1998), kanadischer Schauspieler
- Michael Berry (Physiker) (* 1941), britischer Physiker
- Michael Berry (Leichtathlet) (* 1991), US-amerikanischer Sprinter
- Michael Berry (Snookerspieler), britischer Snookerspieler
- Michael Berry, Baron Hartwell (William Michael Berry; 1911–2001), britischer Journalist und Verleger
- Miguel Berry (* 1997), spanischer Fußballspieler
- Mike Berry (1942–2025), britischer Sänger und Schauspieler

### N
- Nathan Berry (1991–2014), australischer Jockey
- Nathaniel Berry (1796–1894), US-amerikanischer Politiker
- Neil Berry (Fußballspieler) (* 1963), schottischer Fußballspieler
- Neil Berry (Schachspieler) (* 1977), schottischer Schachspieler
- Nick Berry (* 1963), britischer Schauspieler und Sänger
- Noah Beery senior (1882–1946), US-amerikanischer Schauspieler
- Noah Beery junior (Noah Lindsey Beery; 1913–1994), US-amerikanischer Film- und Fernsehschauspieler

### O
- Orna Berry (* 1949), israelische Informatikerin und Unternehmerin
- Overton Berry (1936–2020),  US-amerikanischer Jazzpianist

### P
- Paul Berry (1961–2001), britischer Animator
- Paul Edward Berry (* 1952), US-amerikanischer Botaniker
- Paula Berry (* 1969), US-amerikanische Speerwerferin
- Peter Berry (Fußballspieler) (1933–2016), englischer Fußballspieler
- Peter Berry (Drehbuchautor), britischer Drehbuchautor
- Peter Robert Berry (1864–1942), Schweizer Arzt und Maler

### R
- R. Stephen Berry (Richard Stephen Berry; 1931–2020), US-amerikanischer Chemiker und Hochschullehrer
- Raymond Berry (* 1933), US-amerikanischer American-Football-Spieler und -Trainer
- Reginald George James Berry (1906–1979), neuseeländischer Künstler
- Richard Berry (Musiker) (1935–1997), US-amerikanischer Sänger und Songwriter
- Richard Berry (Schauspieler) (* 1950), französischer Schauspieler, Sänger und Regisseur
- Richard Berry (Rennfahrer) (* 1963), US-amerikanischer Rennfahrer
- Rick Berry (Künstler) (geb. Richard Riley; * 1953), US-amerikanischer Künstler
- Rick Berry (Eishockeyspieler) (* 1978), US-amerikanischer Eishockeyspieler
- Robert Berry, US-amerikanischer Musiker
- Ron Berry (Schriftsteller) (1920–1997), walisischer Schriftsteller
- Ron Berry (Musiker) (* 1947), britischer Musiker

### S
- Samuel Stillman Berry (1887–1984), US-amerikanischer Zoologe
- Scott Berry (* 1948), US-amerikanischer Skispringer
- Shawn Allen Berry (* 1974), US-amerikanischer Mörder, siehe Mordfall James Byrd junior
- Siân Berry (* 1974), britische Politikerin
- Sidney Bryan Berry (1926–2013), US-amerikanischer General der US Army
- Simon Berry, britischer Künstler, siehe Art of Trance
- Solange Berry (1932–2018), belgische Sängerin
- Steve Berry (Autor) (* 1955), US-amerikanischer Jurist und Autor
- Steve Berry (Musiker) (Stephen John Berry: * 1957), britischer Musiker
- Steve Berry (Fußballspieler) (Stephen Berry; * 1963), englischer Fußballspieler
- Steven T. Berry (Steven Titus Berry; * 1958), US-amerikanischer Ökonom

### T
- Thomas Berry (Politiker) (1879–1951), US-amerikanischer Politiker
- Thomas Berry (Theologe) (1914–2009), US-amerikanischer Theologe

### W
- Walter Berry (1929–2000), österreichischer Opernsänger (Bassbariton)
- Wendell Berry (* 1934), US-amerikanischer Landwirt und Schriftsteller
- William Berry (Beamter) (1865–1937), britischer Marinebeamter
- William Berry (Fußballspieler) (1867–1919), schottischer Fußballspieler
- William Berry, 1. Viscount Camrose (William Ewart Berry; 1879–1954), britischer Verleger
- William B. N. Berry (William Benjamin Newell Berry; 1931–2011), US-amerikanischer Paläontologe
- William D. Berry (1926–1979), US-amerikanischer Tiermaler
- William John Berry (1944–2012), britischer Schriftsteller und Sportmanager